# 突厥蔷薇
突厥蔷薇（学名：Rosa × damascena）也經常被稱為大马士革玫瑰或大马士革薔薇（英語：Damask rose），为蔷薇科蔷薇属下的一个雜交种，親本為法国蔷薇與麝香蔷薇。進一步的DNA分析表明，腺果蔷薇與突厥蔷薇亦有基因上的關聯。突厥蔷薇廣泛栽培於中东地区和保加利亚，以製蔷薇花油和蔷薇水。由于用途与玫瑰相似，在中文语境中常与玫瑰相混淆。

## 扩展阅读
- 維基物種上的相關：突厥蔷薇